# 성사영 묘
성사영 묘(聖師影 廟)는 대한민국 경기도 파주시 광탄면 마장리에 있는, 공자의 유상을 신위로 모신 파주의 대표적인 사우이다. 2003년 5월 27일 파주시의 향토문화유산 제20호로 지정되었다.

## 개요
성사영 묘는 공자(孔子)의 유상을 신위로 모신 사우이다. 이 영정은 조선조 9대 임금인 성종이 명나라 임금으로부터 받은 것을 넷째 아들 완원군(完原君) 이수(李수)에게 준 것이다. 이후 완원군의 종손들이 대대로 받들어오다가, 그의 15대손인 이종구를 비롯한 후손들과 파주·양주 유림의 주동으로 1917년 완원군을 위한 영묘를 지었다. 그리고 관리 비용으로 조달하기 위해 위토를 마련하였다. 
1956년 퇴락한 성사영묘 건물을 수리하였으며, 1985년에는 광탄면민들의 성금으로 중건하였다. 향사일은 공자의 탄신일인 음력 8월 27일이다. 
건물 입구에는 신성한 영역임을 나타내는 홍살문이 세워져 있다. 이 홍살문과 그 안쪽의 솟을삼문을 지나 안으로 들어서면 ‘ㅡ’자형 단층 맞배집인 영묘가 지라하고 있다. 잔디바닥에서 60cm가량높이로 화강암을 쌓아 만든 지대 위에 외벌대 기단을 쌓은 다음 그위에 영묘를 세웠다.영묘는 앞면 3칸과 옆면 2칸의 규모(5.6×3.3m)로 가운데 칸보다좌우 2칸이 좁다. 
사당 건물은 옆면에서 볼 때 앞쪽 1칸은 개방된 퇴칸이며 안쪽으로 출입문과 벽체가 있다. 잘 다듬은 화강암으로 된네모 주춧돌(25×25cm)위에 두리기둥(지름 18cm)을 세우고, 다시 그 위에 대들보를 올린 단순한 구조이다. 단청은 검소하게 뇌록색(磊綠色)을 입힌 모루단청이다. 처마는 홑처마이고, 기와는 한식기와를 사용했으며 좌우 박공널에 방풍판이 달려 있다. 벽체는 회벽과 전벽돌로 마감 처리했으며, 창호는 중앙칸이 4짝 쌍여닫이 띠살문이고, 좌우 협칸은 2짝 쌍여닫이 띠살창문을 설치했다. 
삼문에 서 시멘트 포장도로를 따라 가운데 계단으로 이어지며, 따로 동·서 계단을 두었다. 영묘를 둘러싸고 있는 담장은 벽돌담인데,높이가 97cm이며, 한식기와를 덮었다. 전체적으로 성사영묘는 전형적인 사당의 평면배치를 하고 있으며 건축양식이 단순하지만 잘 정돈되어 초라하기보다는 단아한 느낌을준다.